# Benno Schmidt (Mediziner)

Benno Schmidt

Benno Gottlob Schmidt (* 3. März 1826 in Kaditz bei Dresden; † 6. Juni 1896 in Wildungen) war ein deutscher Chirurg, Generalarzt und Hochschullehrer an der Universität Leipzig.

## Leben

### Familie
Benno Schmidt entstammte einer Pfarrersfamilie und war der Sohn des Theologen und Kirchenrats in Leipzig Gottlob Christian Schmidt (1788–1853); er hatte fünf Brüder:
- Oswald Schmidt (1821–1882), Pfarrer;
- Bernhard Gottlob Schmidt, Jurist;
- Clemens Schmidt (1827–1904), Pfarrer und Oberkonsistorialpräsident der evangelisch-lutherischen Kirche Sachsens in Dresden;[1]
- Wilibald Schmidt (1828_1877), Gymnasiallehrer;
- Woldemar Gottlob Schmidt, Theologe.

Sein Neffe war der Philologe Johannes Schmidt.
Benno Schmidt war verheiratet mit Eleonore Louise Schmidt, geborene Berger (* 7. Juni 1832 in Reudnitz bei Leipzig, † 1. Januar 1924 in Leipzig); ihre drei Kindern waren
- Arthur Benno Schmidt, Jurist und Politiker;
- Georg Benno Schmidt (1860–1935), Dr. med., Professor der Chirurgie in Heidelberg, Leiter der Kinderchirurgischen Abteilung Luisenheilanstalt Heidelberg;
- Martin Benno Schmidt, Pathologe,

Seine Enkel waren unter anderem
- Wolfgang Arthur Schmidt-Brücken (* 5. Januar 1895 in Gießen – 1979), Dr. med., Generalarzt in Berlin;
- Gerhard Arthur Schmidt-Brücken (* 9. März 1896 in Gießen – 1970), Oberst;
- Erna Marie Schmidt-Brücken (* 21. Februar 1902 in Gießen – 1990), Mitarbeiterin des Bärenreiter-Verlags in Kassel-Wilhelmshöhe;
- Arnold Arthur Schmidt-Brücken (* 19. Juni 1905 in Gießen – 1986), Oberregierungsrat.

Er pflegte eine private Freundschaft mit Theodor Billroth, zu dessen Ehrung er eine Bronzetafel am Elternhaus in Bergen auf Rügen anbringen ließ.

### Werdegang
Benno Schmidt besuchte die Fürstenschule Sankt Afra in Meißen und immatrikulierte sich Ostern 1845 an der Universität Leipzig zu einem Medizinstudium und hörte Vorlesungen bei den Gebrüdern Wilhelm Eduard Weber und Ernst Heinrich Weber sowie Johann Christian August Clarus und Gustav Biedermann Günther.
Unter der Leitung von Gustav Biedermann Günther widmete er sich der chirurgischen Spezialausbildung und wurde dessen Assistent an der chirurgischen Klinik des Leipziger Jacobshospital; in dieser Zeit beendete er 1850 sein Studium mit seiner Dissertation De tuberculosi testiculi als Dr. med. Er blieb bis 1857 in dieser Assistenten-Tätigkeit und habilitierte sich dann als Dozent für Chirurgie an der Universität Leipzig; 1865 wurde er zum außerordentlichen Professor ernannt.
Er wurde 1863 zweiter Arzt an der, unter Karl Wilhelm Streubel stehenden, chirurgischen Universitäts-Poliklinik.
Im Jahr 1866 stand er einem Kriegs-Reserve-Lazarett in Leipzig vor und 1869 wurde er Direktor der chirurgischen Poliklinik.
Er betreute 1870, während des Deutsch-Französischen Kriegs, die Feldspitäler bei Paris und wurde 1891 zum Generalarzt I. Klasse des sächsischen Feldarmee-Korps (siehe XII. Armee-Korps) ernannt.
1887 erfolgte seine Ernennung zum ordentlichen Honorarprofessor für Chirurgie an der Medizinischen Fakultät der Universität Leipzig.
Während einer Kurmaßnahme starb er in Wildungen.

### Schriftstellerisches Wirken
Benno Schmidt steuerte 1861 mit seiner Abhandlung Ueber künstlichen After, Operationen am Mastdarm, am Hoden und Hodensacke, der Blasenscheidenfistel, der Unterleibsbrüche einen Beitrag zu Gustav Biedermann Günthers siebenbändiger Operationslehre bei.
Er veröffentlichte unter anderem mehrere Journalaufsätze 1858 in der Wiener medizinischen Wochenschrift und 1880 im Chirurgischen Centralblatt.

## Ehrungen und Auszeichnungen
Benno Schmidt wurde 1870 zum Medizinalrat und 1880 zum Geheimen Medizinalrat.

## Schriften (Auswahl)
- Beiträge zur chirurgischen Pathologie der Harnwerkzeuge.
  - 1. Heft. Leipzig, 1865 (Digitalisat).
- Das chirurgisch-poliklinische Institut an der Universität Leipzig seit seiner Gründung am 1. März 1830. Leipzig 1880 (Digitalisat).
- Die Unterleibsbrüche. In: Deutsche Chirurgie. Lieferung 47, Stuttgart 1896. (Digitalisat).
  - auch in: Franz von Pitha, Theodor Billroth (Hrsg.): Handbuch der allgemeinen und speciellen Chirurgie. Band 3/2. Enke, Erlangen, S. 1–336.